# Simon de Renoul
Simon de Renoul est un prélat français du XIVe siècle. Il est archevêque de Tours de 1363 à 1379.
Il tient un concile à Angers, en 1366, et obtient de Charles V en  1372, que dorénavant les archevêques de Tours seront conseillers-nés au parlement de Paris.